# 前戲

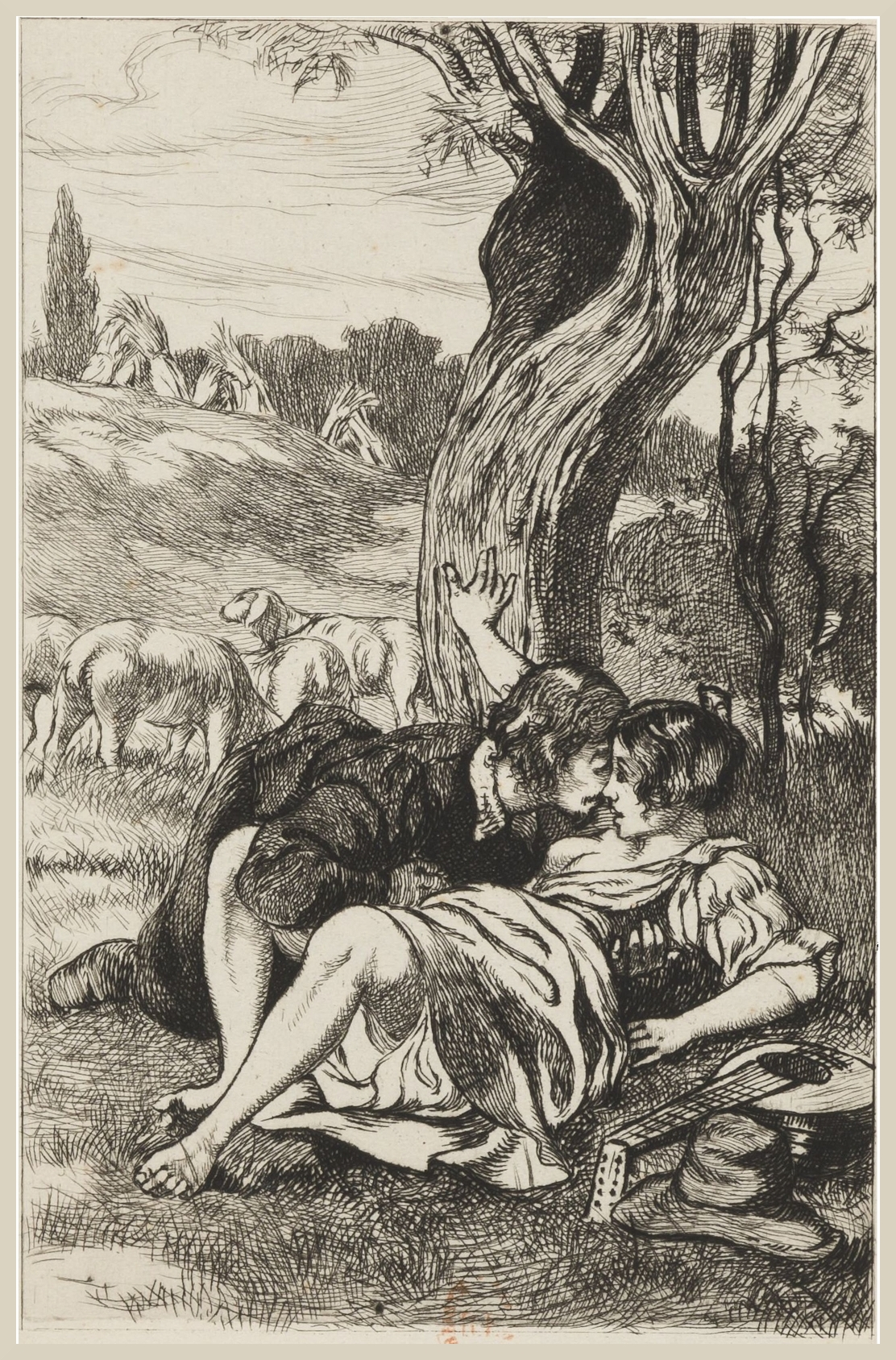
Martin van Maële的图画《Francion 15 》：描绘著一对夫妇在户外爱抚的情景

前戏（英語：foreplay）或性前嬉指人类性事过程中一连串情感亲密和身体亲密的动作组合，人们两两之间藉此挑起性兴奋与从事性活动的期望。有意开始前戏的可以是性伴侶的任何一方，也不必为性过程的主导者。前戏能促进伴侣双方性生活、减轻緊張羞澀并增进伴侣间的情感亲密，而且反映伴侣间相当程度的信心与信赖。
古諺：“食、色，性也。”性的期望是人类性的一个面向，具体作为则因人而异。有许多潜在的诱因能使人挑起性的兴奋，包括身体上的或心理上的，这些诱因与一时的情境有关。但另一方面，也有一些事会让人扫兴，这取決於各人不同喜惡選擇。而当性期望迹象产生时该如何回应，则受到性道德议题的规範。

## 典籍
古印度著作《愛經》提到了不同類型的擁抱、親吻。
印度哲人奧修說，女人像樂器，全身非常敏感，這樣的敏感應該被挑起，所以才有前戲的必要。而後戲也同樣重要，這是出於男人對女人的疼愛與感謝。
《易經》〈咸卦〉與兩性相悅相關。「咸」有牽動搖感之意：
- 初六：「咸其拇」。拇，是大拇指；
- 六二：「咸其腓」，腓，是腿肚子；
- 九三：「咸其股，執其隨」，股，是大腿；隨，腿肚之丘；
- 九五：「咸其脢」，脢，背脊两旁的瘦肉，
- 上六：「咸其輔，頰，舌」，輔、頰在臉部。[註⁠ 3]

中國古代医家、房中家，亦重視性生活之前的愛撫挑逗。
孙思邈《千金要方》：“凡御女之道，不欲令氣未感動、陽氣㣲弱即以交合，必須先徐徐調和，使神和意感良乆，乃可令得隂氣，隂氣推之，須臾自強。”。明代《玉房指要》云：“道人刘京言：凡御女之道，务欲先徐徐嬉戏，使神和意感，良久，乃可交接”。意思是说，夫妇性事之前，必须先有舒缓的爱抚準备，使双方情绪和谐，心心相印，性欲感动振奋，然后才可交接。
马王堆汉墓文物：医简《合阴阳》，將盡情撫摸相抱擁吻稱為戲道。

## 社会角色
前戲至少有二方面的意义，一个纯粹是生理上的探讨；另一方面，調情必然反映伴侶之間相当程度的溝通默契與信任，及亲密感的建立。在心理层面上，調情是用以减轻性压抑程度，并增进伴侣间的情感亲密。在身体层面上，則是促進產生性喚起的過程。

### 行為意願
同意從事性活動。

### 名稱
不同的語境
- 前戲屬於做愛的前技，或稱為（petting）。

## 生理徵候與階段性互動
女性在想要有進一步親密接觸時，通常會有屏氣凝神的反應。

### 吻
接吻可能比做愛更難，尤其對中年人而言，不少女人可以勉強做愛卻無法忍受跟對方接吻，尤其是舌攪唇拌的激情吻。
巧妙地接吻是吸引伴侶的要領之一。只要彼此喜愛，從輕鬆的雙唇接觸親吻開始，漸漸地參和吸吮、舌戰、齒囓等親暱動作。一般為男人雙唇含住女人的下唇，女人含住男人的上唇，再同時吸吮，吸吮時會不知不覺地吸入對方的唾液。接著自然地以舌頭柔軟地挑勾嘴唇......唇、舌、齒、頰、耳、眼瞼都可以是嘴唇逗留的部位。

### 臉色、鼻頭
在前戲之時，伴侶須善於察覺臉色的變化，評估彼此心意是否相合（能否繼續調情）。
當女方臉色有所變化，可表徵其是否興致盎然。如傳統文籍所稱“面赤”、“鼻汗”等。「面赤」有多種解釋，如眉尾與眼尾泛紅，意指生氣蓬勃、躍躍欲試；若眼紅，意指情緒激動；若滿臉通紅，則已經到了情緒激昂、一觸即發的程度。
女人的鼻頭與腹腔生理狀況相對應。若鼻頭出冷汗，則可能身心有所不及。倘若不僅鼻冒冷汗，鼻頭還出現灰暗的色澤，隱隱可以察覺出女方有性交疼痛的可能性。相對地，若是鼻頭冒熱汗，則表示熱情洋溢、興致高昂。
就傳統醫學的觀點，臉色代表皮膚和肺等系統，鼻汗則表示脾胃等消化道，再就訊息反應的強弱而言，可看出身體健康程度。

### 胸部
胸部除了乳房的皮下脂肪與結締組織外，胸大肌、胸小肌與前鋸肌對於性敏感度都有相當大的影響，正中的胸肌也多少有相關感應：
- 胸大肌從胸前的肋骨起始，終止於上臂肱骨的內側。
- 前鋸肌從胸前的肋骨起始，終止於肩胛骨內側邊緣。

乳房性敏感度與性反應
女性對乳房刺激的反應因人而異，一方面是彼此感情與感受不同，另一方面與對手的撫摸技巧有關。
女性乳房的敏感度，在此次月經来临时與下次月經來臨前會達到頂點，有些女性在這時段容易敏感而感覺疼痛。其他對於乳房的刺激，如衣裳的摩擦、內衣包裹不良（太緊或太鬆垮），都有可能造成對乳房敏感度的影響。
絕大多數女性將乳房的接觸視為聖潔與專屬的，一如親吻，要有特定的對象與狀況。一些拘謹的女性，甚或對自己的裸體有深度羞恥感，多會拒絕乳房周圍部位的愛撫。此外，若兩乳頭間距愈寬大（不論男女），相對在乳房的性敏感度亦愈高。
男性的乳頭感應，常與阴茎勃起一致，且一如女性乳头的堅挺，乳暈會充血（乳房及上腹部會出現性紅斑）。一般而言，乳頭堅挺的出現，多是在男女雙方處於性反应的“高原階段”。
乳房的四個區域：
- 乳頭之上的胸部：由胃、肺經脈主宰。
- 乳頭之下的胸部：由胃、肝經脈控制。
- 乳房內側：腎經脈。
- 乳房外側：脾經脈。

在此四區撫摸時所產生的反應均不同，在中醫學相對應的經絡上分別左右著氣魄（行為、動作）、潛意識（情緒、心態）、志氣（精神、耐力）與智慧（感覺與感受）。在撫摸的過程中，多少容易產生敏感性疲態，此時須避免過度觸碰同一部位。
催产素
另外，孕婦若乳房刺激過度，很有可能刺激子宮收縮、造成早產的疑慮。

### 阴阜
阴阜結實的女人性動作靈巧、反應敏銳，在骨盆與臀部肌肉也較結實靈巧。若阴阜鬆垮而臀部的肌肉亦多鬆垮，臀部可能有較多疙瘩或斑痕。對此，則只能輕撫其腹部，不可抓拿或按壓，以免令女人疼痛無趣或受傷。
骨盆在恥骨的部份展現阴阜的魅力，在尾骶骨與坐骨的部份則展現臀部的魅力。在中医学，前者是任脉与妊娠及性趣的表徵，後者是督脉与後劲的表现，观看察探可知其性讯息。

### 女陰
性交前的挑逗，除了接吻、手撫弄性器外，還有“法國吻”——親吻下體。吻女人下體的重點次序如：
1. 整個外生殖器可先用舌尖或舌體約略舔舐，尋找最敏感區域，再循序漸進。
2. 舌尖探入陰道口，令其濕滑。探入的深淺度與時間，因應女方的反應動作而決定。
3. 在小陰唇上下舐逗，適宜地以雙唇含吸。若女方已相當亢奮，可用門齒輕巧地小囓。
4. 針對陰蒂包皮及陰蒂頭，緩急適宜地舐逗，再因應狀況輕巧地吸吮，更能使女方亢奮。

## 註解
1. ↑  “……男人做愛應該像畫家在作畫——內心充滿著渴望——或詩人在寫詩、音樂家在演奏。應該將女人的身體視為樂器，女人的身體就是樂器。當男人感到喜悅時，性就不僅是釋放、放鬆和安眠的方法。那麼就有了前戲……”[參⁠ 2]
2. ↑  咸：亨。利貞。取女吉。[參⁠ 3]
3. ↑  拇，是大拇指；腓，是腿肚子；股，是大腿；隨，腿肚之丘；輔、頰在臉部。男子先按次序愛撫女方上述部位，再親密接吻，以舌互觸。
4. ↑  參見 四庫全書本《千金要方》卷83·房中補益第八
5. ↑  參見 《房内记》
6. ↑  1973年长沙马王堆三号汉墓出土文物：医简《合阴阳》，參見 湖南省博物馆。
7. ↑  “凡将合阴阳之方，握手，出腕阳，揗肘房，抵腋旁，上竈纲，抵领乡，揗拯匡，覆周环，下缺盆，过醴津，陵勃海，上恒山，入玄门，御交筋，上欱精神，乃能久视而与天地侔存。交筋者，玄門中交脈也，為得操揗之，使（體）皆樂（癢），（悅）（懌）以好。雖欲勿為，作相呴相抱，以（恣）戲道。”
8. ↑  “戲道：一曰氣上面（熱），徐呴；二曰乳堅鼻汗，徐抱；三曰舌（薄）而滑，徐屯；四曰下（液）股濕，徐操；五曰嗌乾咽唾，徐（撼），此（謂）五欲之徵。徵備乃上，上揕而勿內，以致其氣。氣至，深內而上（蹷）之，以抒其熱，因復下反之，毋使其氣歇，而女乃大竭。然後熱十動，接十（節），雜十脩。接（形）已沒，遂氣宗門，乃觀八動，聽五音，察十已之徵。”
9. ↑  參見 《素女經》〈五欲第八〉：「五欲者，以知其應：一曰意欲得之，則屏息屏氣……」
10. ↑  參見 《素女經》〈五徵第七〉：「何以知女之快也？」「有五徵五欲，又有十動，以觀其變，而知其故。夫五徵之候：一曰面赤，則徐徐合之；二曰乳堅鼻汗，則徐徐內之……」
11. 1 2  若興致來了，再經過身體的接觸和探索後，女性的身體被挑起了其他興奮的反應——乳頭堅挺、鼻頭出汗。此時男性可評估是否徐徐嘗試、慢慢進入女體。[參⁠ 4]
12. ↑  性持续期（sexual plateau phase）或譯：性的高原期、平台期、高涨期。參見 人体性反应周期
13. ↑  參見 催产素
14. ↑   註: